# Ohis
Ohis je francouzská obec v departementu Aisne v regionu Hauts-de-France. V roce 2011 zde žilo 307 obyvatel.

## Sousední obce
La Bouteille, Effry, Étréaupont, Mondrepuis, Neuve-Maison, Origny-en-Thiérache, Wimy

## Vývoj počtu obyvatel
Počet obyvatel 